# Santuario di Santa Maria delle Grazie (San Giovanni Rotondo)
Il santuario di Santa Maria delle Grazie con il convento annesso è universalmente conosciuto per essere stato il luogo dove dimorò, a partire dal 28 luglio 1916, e morì Padre Pio da Pietrelcina.

## Storia

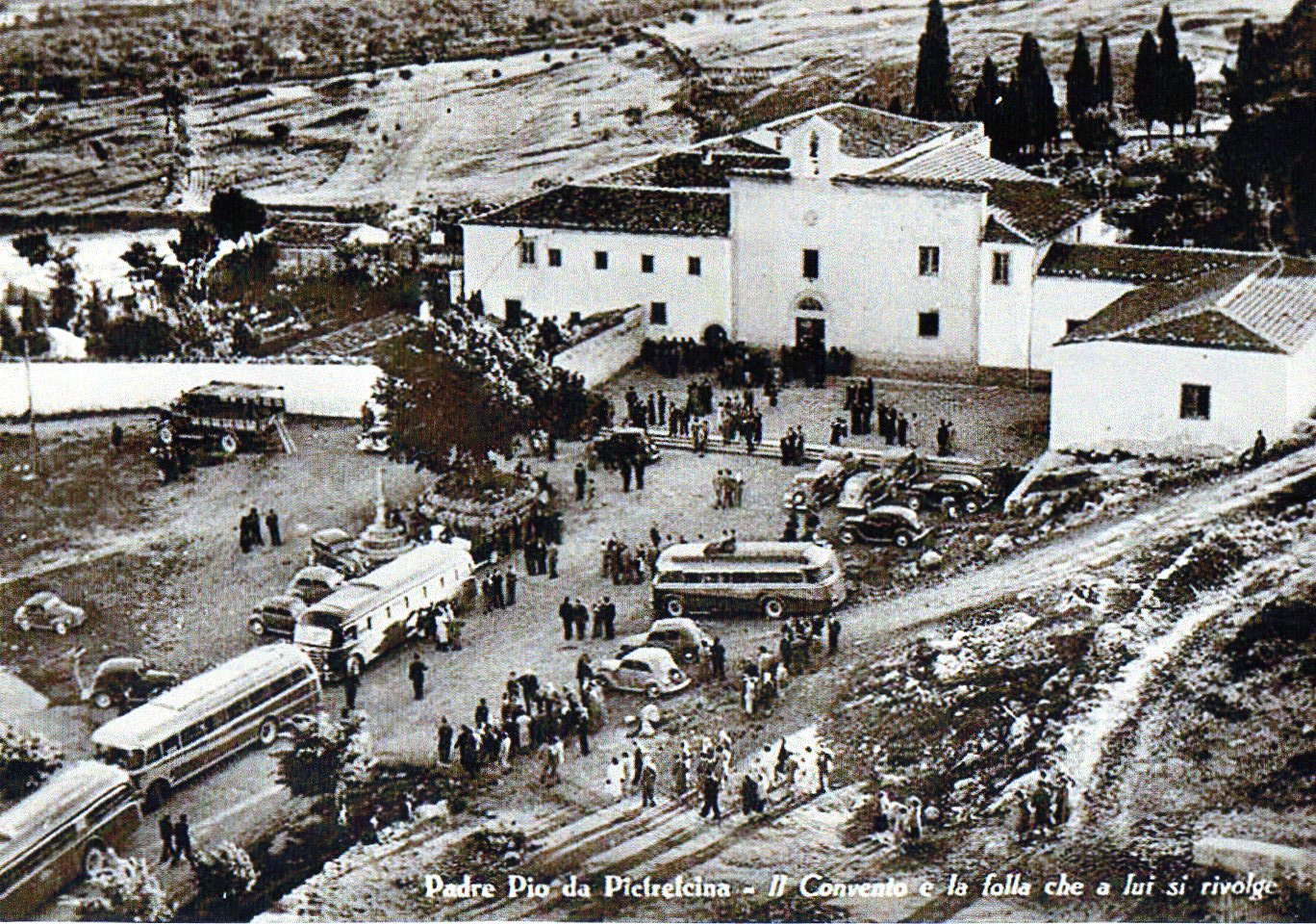
Il convento negli anni '50, prima della costruzione della chiesa nuova a fianco.

La costruzione della prima chiesa di Santa Maria delle Grazie e del convento di San Giovanni Rotondo iniziò nel 1538 per opera del popolo di San Giovanni Rotondo (provincia di Foggia) con l'approvazione del vescovo di Siponto il cardinal Giovanni Maria di Monte San Savino (Papa Giulio III). I lavori iniziarono nel 1540 e terminarono il 5 luglio 1676.
Il 1º febbraio del 1557 ospitò san Camillo de Lellis.

Per ovviare all'aumento crescente di fedeli iniziarono i lavori per la costruzione di una nuova chiesa il 2 luglio del 1956 su progetto dell'architetto Giuseppe Gentile di Boiano (CB).

L'interno della vecchia chiesa
(1953, a sin. il confessionale di Padre Pio).

La consacrazione si ebbe il 1º luglio del 1959 (lo stesso giorno dell'inaugurazione - nel 2004 - della nuova chiesa di Padre Pio da Pietrelcina progettata dall'architetto Renzo Piano).
Il giorno successivo, 2 luglio 1959, il Cardinale Federico Tedeschini incoronò il mosaico della vergine col titolo di "Madonna delle Grazie", al quale furono poi aggiunte le figure di San Pio e di un angelo.
Il 10 ottobre 2015 è avvenuta la traslazione del corpo del Servo di Dio Daniele Natale, dalla cappella di famiglia, del cimitero di San Giovanni Rotondo, alla chiesa, dove è stato tumulato in un loculo appositamente scavato nel pavimento, nell’area dell’ex battistero, divenuta luogo di preghiera e di devozione.

## Descrizione

### Chiesa antica e convento

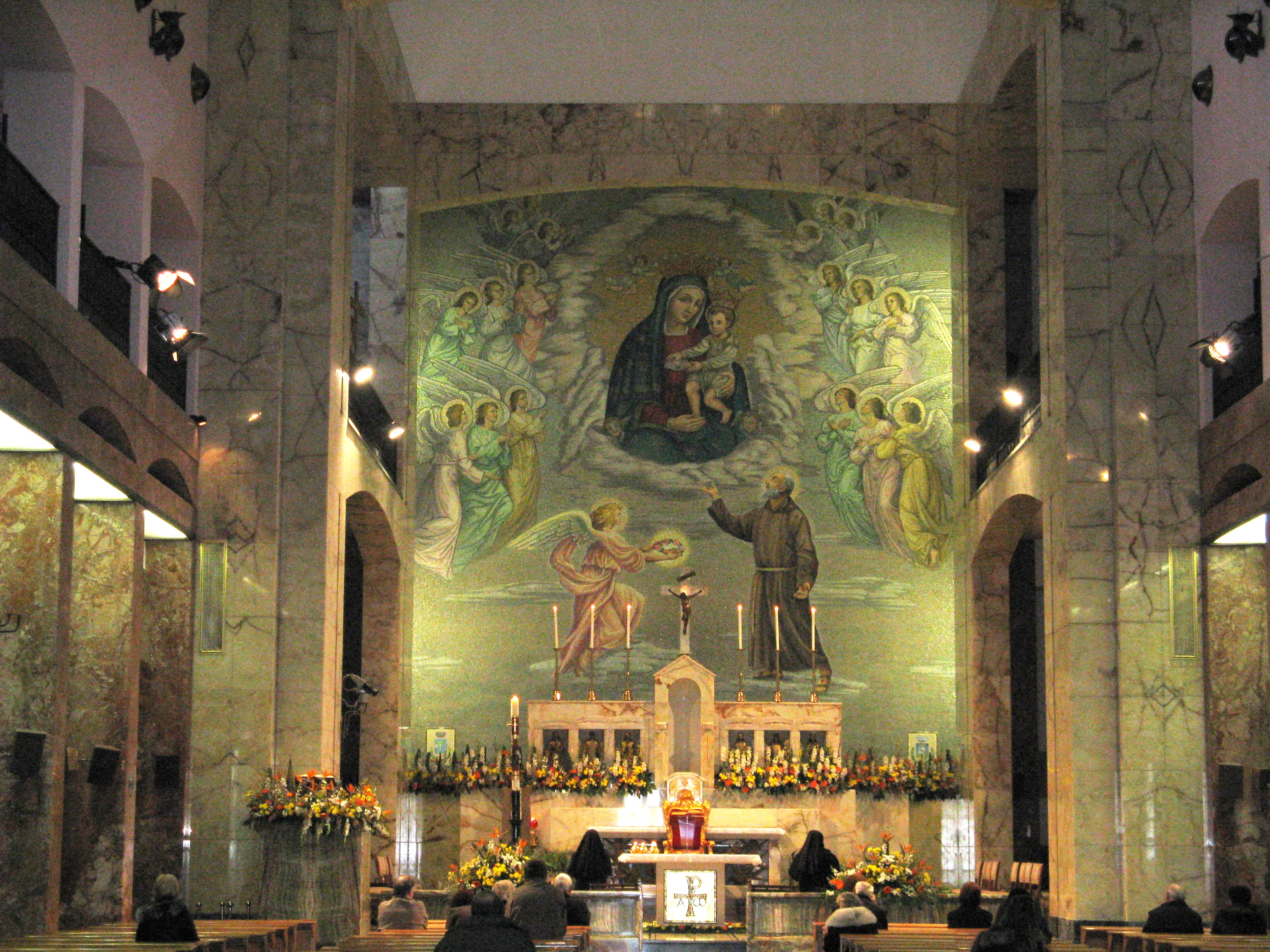
Presbiterio della chiesa grande.

La chiesa è a pianta rettangolare con semplice facciata, decorata da portale con lunetta affrescata, piccolo rosone e campanile centrale a vela. All'interno è a navata unica, in stile barocco, con quattro cappelle laterali, ornate dai santi a cui sono intitolate. L'altare maggiore è ornato da un affresco ligneo della Madonna col Bambino, circondata ad ambo i lati da San Giovanni Battista e l'Evangelista.

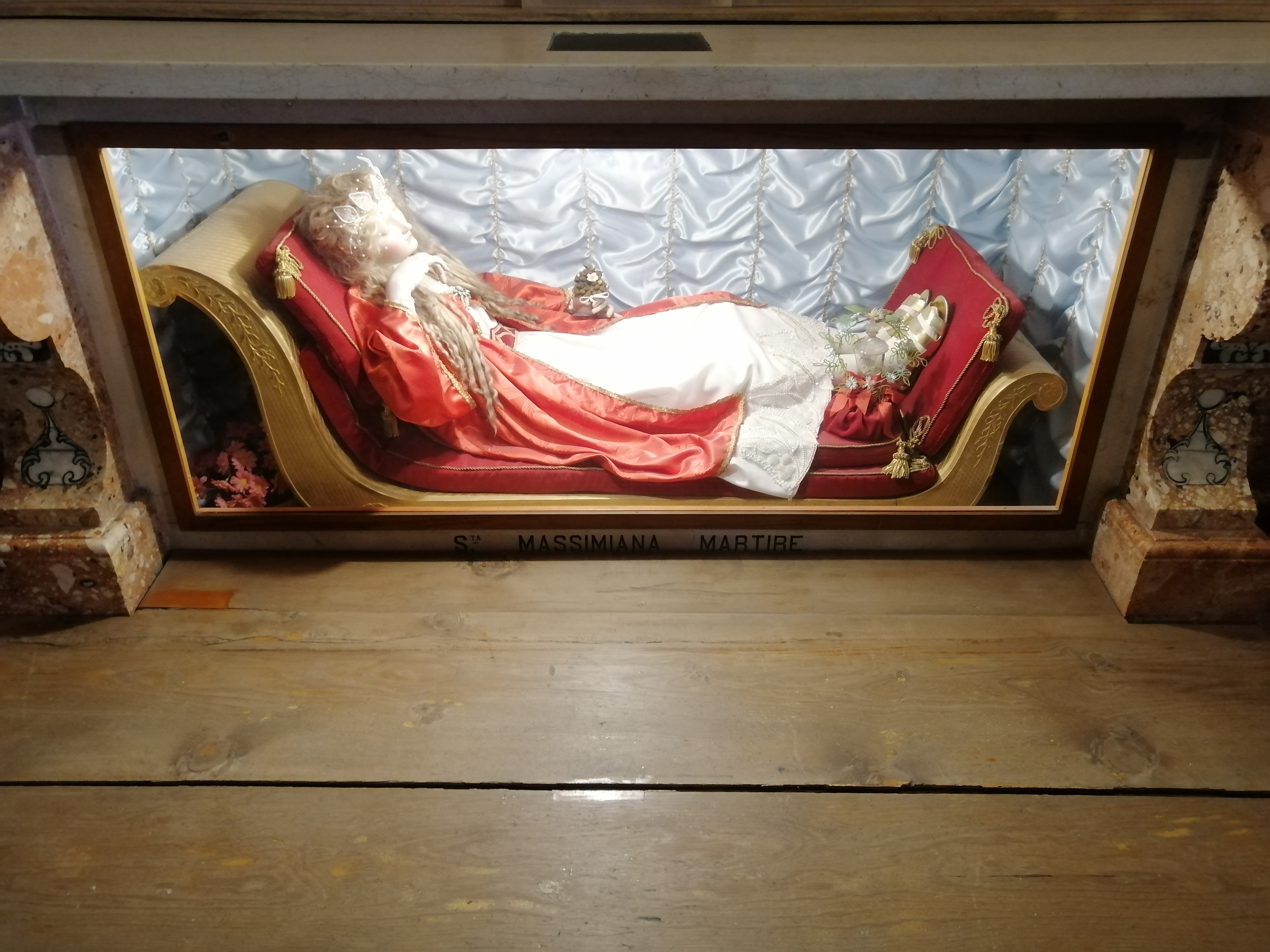
Urna contenente i resti del corpo di Santa Massimiana martire situato sotto un altare minore nella vecchia chiesa di Santa Maria delle Grazie.

Presso una seconda entrata del convento, verso il chiostro rimanente, è situata la cella di Padre Pio, aperta per le visite. All'interno del convento si trova anche la cripta dove era ospitato il corpo di Padre Pio prima di essere trasferito nel vicino santuario progettato da Renzo Piano . Dalla cripta ,tramite una porta situata sulla parete opposta alle scale , si accede ad un percorso che attraversa il convento permettendo di visitare alcuni dei luoghi dove è vissuto padre Pio come la cella e il coro della chiesa antica dove padre Pio ha ricevuto le stigmate.
All'interno della vecchia chiesa sono presenti le spoglie di Santa Massimiana martire, sotto ad un altare minore, portate in epoca antica.

### Chiesa grande della Madonna delle Grazie
La nuova chiesa ha pianta rettangolare a tre navate: la facciata a capanna è scandita alla base da sette logge, tre delle quali aperte come portali. Al centro vi è il finestrone principale, attorniato ad ambo i lati da due ordini di finestre rettangolari, snelle e alte. Sulla destra vi è la sagrestia con in cima il concerto di campane, che suonano per scampanio dei martelletti. L'interno è in marmo (marmo verde per le colonne delle navate), a tre navate, con volte a crociera e altare in marmo rosso, con il mosaico della Madonna delle Grazie col Bambino, ad opera del Tedeschini. Sotto la Madonna vi è in ascensione Padre Pio.
L'organo a canne della chiesa venne costruito dalla ditta Bevilacqua nel 1966 ed è collegato all'organo positivo meccanico, risalente agli anni 2000. Situato sulla cantoria alla destra del presbiterio, dispone di 73 registri su tre manuali e pedale, ed è a trasmissione elettrica.

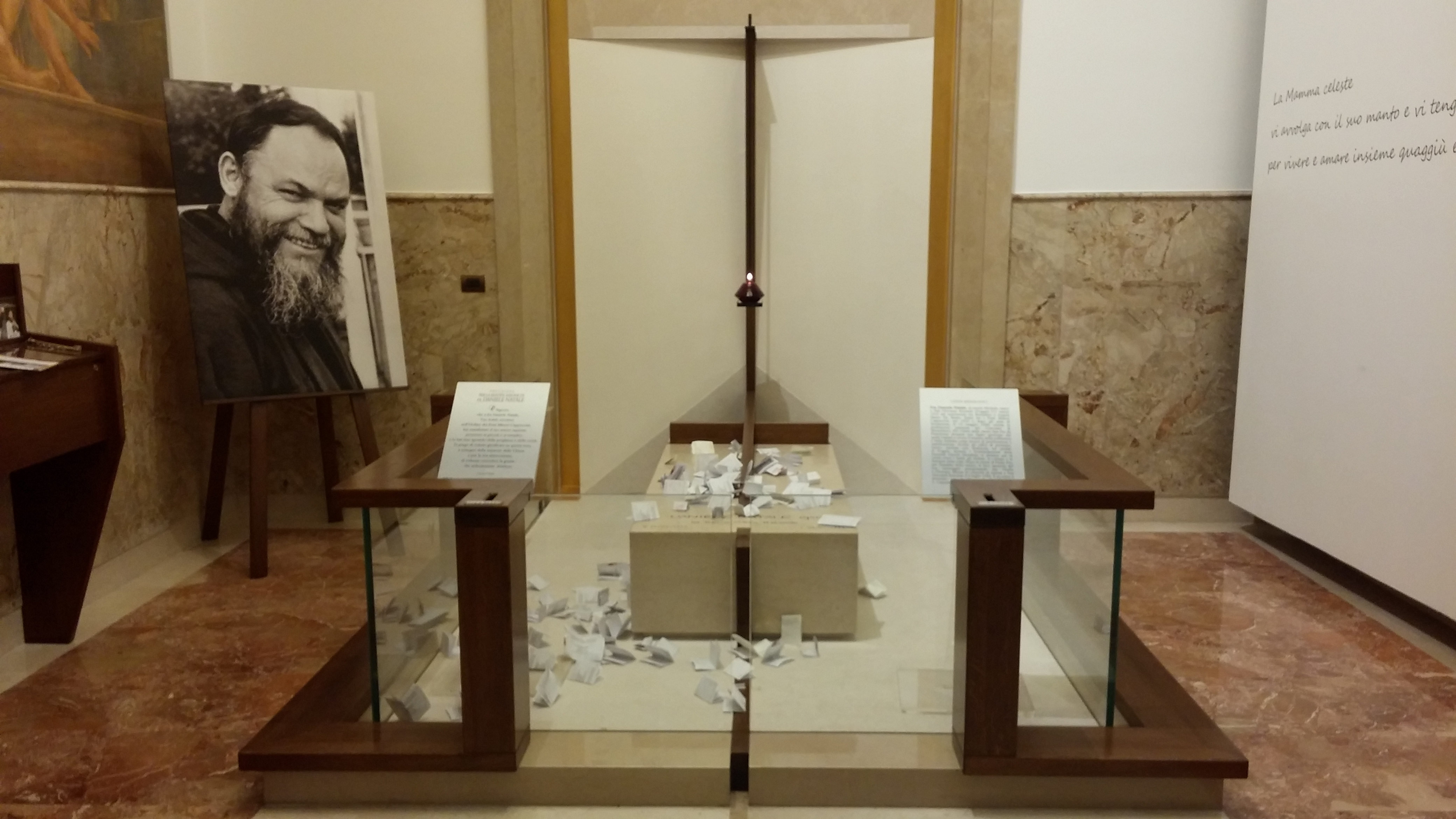
Tomba di Fra Daniele Natale ubicata nella Chiesa di Santa Maria delle Grazie a San Giovanni Rotondo (FG).